# Мурманский рыбный комбинат
Мурманский рыбный комбинат — крупное рыбоперерабатывающее предприятие СССР, а позже и России. Награждено орденом «Знак Почёта» (1981).

## История

### Советский период
Предприятие основано в конце 1927 года — именно тогда на этой территории возникли первые заводы и причалы рыбного порта (строительство базы рыбного флота было начато ещё в 1925 году), как отдельный рыбокомбинат появилось в 1932 году. До Великой Отечественной войны были созданы холодильный, консервный и коптильный заводы, после — второй холодильный, рыбоперерабатывающий, рыбной муки, а также жестянобаночный цех.
На 1973 год комбинат выпускал, в том числе на экспорт, различную рыбную продукцию: филе, рыбу горячего и холодного копчения (морскую и океаническую), консервы, рыбную муку и так далее — всего около 400 наименований. Объём производства доходил до 100 тысяч тонн в год.
В 1970—1980-х на комбинате работало свыше 5 тысяч человек.

### После приватизации
В 1991 комбинат был акционирован. На мощностях предприятия было организовано несколько самостоятельных компаний. На момент акционирования в составе комбината действовали несколько консервных, 3 коптильных, 2 холодильных, рыбообрабатывающий, бондарный заводы; заводы производства рыбной муки, производства белковых концентратов и жестянобаночная фабрика. В 1992 году путём приватизации холодильных заводов № 1 и № 2, а также рыбзавода № 2 создано существующее и поныне ОАО «Мурманский рыбокомбинат», которое специализируется на производстве и переработке рыбы и морепродуктов. ОАО «Мурманский рыбокомбинат» позиционирует себя правопреемником четырёх предприятий: «Мурманский рыбообрабатывающий комбинат», МПКО «Север», АООТ «Айсберг», АООТ «Мурманский рыбокомбинат».
По данным Ассоциации производственных и торговых предприятий[уточнить] рыбного рынка ОАО «Мурманский рыбокомбинат» входит в десятку крупнейших рыбоперерабатывающих предприятий России, мощность производства составляет 70 тысяч тонн рыбы в год. В то же время, по данным правительства Мурманской области, предприятие произвело в 2013 год всего около 1,5 % общего объёма продукции (около 680 тонн) рыбопереработки в Мурманской области. В настоящее время единственное предприятие России, работающее с живой рыбой. На сентябрь 2014 года на предприятии работало 39 человек.
В начале сентября 2014 года комбинат остановил работу из-за отсутствия сырья в связи с российским эмбарго, после чего обратился в Верховный суд с иском к правительству России с требованием частичной отмены санкций против ЕС, США, Австралии, Канады и Норвегии. Прокуратура РФ, которая устроила проверку предприятия, опровергла информацию о приостановке деятельности предприятия, но подтвердила, что рыбокомбинат работает с норвежским сырьем.
В 2018 году ОАО «Мурманский рыбокомбинат» преобразовано в ПАО «Мурманский рыбокомбинат». По данным портала «За честный бизнес», АО «Мурманский рыбокомбинат» зарегистрировано по адресу: 183001, Мурманская область, город Мурманск, территория Рыбный Порт. Генеральный Директор — Улохов Денис Александрович. Основным видом экономической деятельности является «переработка и консервирование рыбы, ракообразных и моллюсков».